# Пепео
Пепео је чврст несагориви остатак ватре. Конкретно, то се односи на све не-водене и не-гасовите остатке који остају након што се нешто спали. У аналитичкој хемији, у циљу анализе минералних и металних садржаја хемијских узорака, пепео је не-гасовит и не-течни остатак након потпуног сагоревања.